# You Won't Be Alone
You Won't Be Alone (macedònic: Нема да бидеш сама Nema da bidesh sama) és una  pel·lícula de terror dramàtica de fantasia fosca  dirigida per Goran Stolevski. És una coproducció internacional d'Austràlia, el Regne Unit, Macedònia del Nord i Sèrbia en macedoni, i marca el debut com a director de Stolevski.
La pel·lícula explica la història de Nevena, una noia muda a Macedònia del segle XIX que la bruixa Maria la treu d'una vida protegida de solitud, que la converteix en una companya de bruixa modificadora abans d'abandonar-la, portant la noia despistada a explorar el món sobre terra per primera vegada i aprendre sobre la humanitat, la pèrdua i l'amor, mentre la Maria mira amb ira. És protagonitzada per Sara Klimoska, Alice Englert, Carloto Cotta i Noomi Rapace com algunes de les formes de Nevena, al costat d'Anamaria Marinca com a Maria.
You Won't Be Alone es va estrenar al World Cinema Dramatic Competition del Festival de Cinema de Sundance el 22 de gener de 2022. La pel·lícula es va estrenar a les sales l'1 d'abril de 2022 als Estats Units per Focus Features, i més tard el 22 de setembre a Austràlia per Madman Films. Va rebre l'aclamació de la crítica, i més tard va ser seleccionat com a entrada d'Austràlia per l'Oscar a la millor pel·lícula de parla no anglesa, però no va ser nominada.

## Trama
A la Macedònia del segle XIX, Maria, una "menjadora de llops" (macedònic: Волкојатка), o bruixa, amb un aspecte horrible cremat, entra a casa d'una nena acabada de néixer. La mare aterrada de la criatura, Elica, diu que si la Maria perdona la vida a la noia, la renunciarà quan la noia tingui 16 anys. La Maria accepta, però li roba la veu a la noia abans de marxar. L'Elica amaga la seva filla, Nevena, en una cova, i la cria allà sense conèixer el món exterior.
En complir Nevena 16 anys arriba Maria en forma d'àguila; Elica persegueix l'ocell fora de la vista, on la Maria la mata i pren la seva forma abans de treure a Nevena de la cova. Una bruixa pot utilitzar un encanteri, només una vegada en tota la seva vida, per fer d'una altra persona una bruixa; La Maria ho fa matant un ruc, rascant el pit de la Nevena i escopint-li la sang de l'ase abans de cremar-li la ferida amb foc. Ara una bruixa, la Nevena aconsegueix uns mortals talons negres retràctils als dits i al palmell. Aleshores, la Maria treu les entranyes de l'Elica d'un forat del seu pit, fent que torni a la seva forma anterior i cremada.
Maria intenta ensenyar a Nevena a atrapar, matar i menjar animals, la sang dels quals les bruixes consumeixen per poder, i adverteix a Nevena que els humans la faran mal; però la bruixa més jove es nega a alimentar-se, preferint jugar amb les criatures, cosa que enfada una Maria abusiva i decebuda, que finalment l'abandona per valer-se sola. La Nevena espia la Maria prenent la forma d'un llop posant les seves entranyes en una cavitat del seu pit, entenent com canviar de forma com a bruixa. Ara sola, Nevena es troba amb un poble i mata accidentalment una jove mare, Bosilka, abans d'utilitzar les seves entranyes per prendre l'aparença de Bosilka i assumir la seva vida. Mentre que la mudança i l'actitud despistada de la Nevena fan pensar que la Bosilka s'ha tornat boja, a poc a poc aprèn a viure com a humana: com cuinar i rentar, com comunicar-se no verbalment i les diferències en com la tracten homes i dones. Mentrestant, la Maria mira des de lluny. Una nit, el marit abusiu de la Bosilka intenta mantenir relacions sexuals amb ella. El desconeixement del procés, juntament amb la naturalesa tosca del seu marit, la fan entrar en pànic i matar-lo. Treu les entranyes de la Bosilka de la cavitat toràcica, torna al seu antic jo i fuig.
Adquireix la forma d'un gos i es troba amb un grup d'homes joves, atraient a un d'ells, Boris, abans de matar-lo i assumir la seva forma. Ara, home, la Nevena aprèn a llaurar els camps i batre al poble d'en Boris, però encara actua d'una manera confusa i infantil. El seu peculiar comportament crida l'atenció de les dones del poble, que el creuen posseït i intenten un exorcisme, que creuen que té èxit, però asseguren que la Menja-llops que el va embruixar algun dia tornarà i l'allunyarà. De nou, apareix la Maria i avisa a la Nevena que créixer a prop dels humans no acabarà bé.
La Nevena persisteix i gaudeix de la seva vida com a Boris al poble, fins i tot tenint una experiència sexual agradable amb una dona local. En descobrir el cos d'una nena moribunda, Biliana, que ha caigut d'un penya-segat, Nevena, plorant per primera vegada i aprenent el dolor, assumeix la forma de Biliana i es reintegra al poble de Boris, on és tractada com una nens per primera vegada. A mesura que passa el temps, s'apropa a un nen, Jovan, que aparentment també és mut. Una nit, ella i els altres nens se'ls explica com, segons la llegenda local, la Maria va arribar a ser una bruixa.
Fa anys, "l'anciana donzella Maria", envellida i soltera, va portar una vida repetitiva i insatisfactòria cuidant el seu pare gran. Un dia es va trobar amb una bruixa i li va suplicar per marit i fill. La bruixa es va fer una urpa al pit i li va escopir sang a la cara, els dos primers passos per crear una bruixa, abans de marxar. Més tard, Maria va ser abordada per un home que li va oferir la mà al seu fill en matrimoni. Ella va acceptar, però en arribar a casa seva va descobrir que el fill s'estava morint; És lligada pels vilatans i violada pel fill moribund, perquè la seva mare no volia que morís sense haver escampat la seva llavor. Va quedar malalta i trista després de la mort del seu fill, una Maria desesperada va intentar beure sang d'una vaca per donar-li forces, però va ser descoberta i  cremada com una bruixa. El foc va completar l'encanteri de la bruixa i va transformar la Maria en una bruixa, però només després que el seu cos s'hagués quedat irremeiablement cremat i marcat.
Per a la Nevena passen molts anys i, havent-se fet una Biliana gran, es casa amb Jovan. Veritablement enamorada, revela les urpes de la seva bruixa, però ell no té por. Es queda embarassada, però la tragèdia es produeix quan un senglar mata Jovan, que implica que és Maria disfressada. La Nevena dóna a llum una nena, però té por que la Maria pugui fer-li mal. Les seves pors es fan realitat un matí quan troba la Maria amb el seu nadó; La Maria ridiculitza el nen abans de tallar la gola del nadó amb la seva urpà, però la Nevena de seguida fa servir el seu únic encanteri de bruixa i realitza el ritual per convertir la seva filla en una bruixa i salvar-li la vida. Sorpresa per l'amor de la Nevena per la seva filla,  Maria plora finalment i admet la seva gelosia per la capacitat de Nevena d'actuar i sentir-se humana. Nevena deixa a terra la nena i mata la Maria; Quan la Maria mor, la Nevena recorda totes les vides que ha portat.

## Repartiment
Nevena
- Sara Klimoska com el cos real de Nevena quan tenia 16 anys
- Alice Englert com a Biliana / "Nevena #4", la forma d'una dona jove en la qual Nevena ha crescut des d'una nena
- Anastasija Karanovich com a Biliana / "Nevena #4", la forma d'un nen petit quan Nevena es fa càrrec del seu cos per primera vegada
- Carloto Cotta com a Boris / "Nevena #3", la forma d'un jove
- Noomi Rapace com a Bosilka / "Nevena #2", la forma d'una mare jove
- Petra Ćirić com el cos real de Nevena quan era un bebè
- Leontina Bainović com el cos real de Nevena quan era nen

Altres personatges
- Anamaria Marinca com a Maria, una bruixa infame també coneguda com "la vella donzella Maria" i la "menjadora de llops"
- Sofija Jeremić com a mare de Biliana
- Daniel Kovačević com el pare de Biliana
- Senka Kolozova com a àvia de Biliana
- Jelena Velkovski com a cunyada de Biliana
- Felix Maritaud com a Jovan
- Danilo Savić com el jove Jovan
- Milena Nikolić com a dona de Boris
- Branislav Čubrilo com el pare de Boris
- Jasmina Avramović com a sogra de Bosilka
- Arta Dobroshi com a Stamena
- Artan Sadiku com el marit de Stamena
- Pre-arrossegar Vasic com a nuvi
- Verica Nedeska com a mare del nuvi
- Nikola Marković com a pare del nuvi
- Mladen Vukovic com Stojan
  - Đorđe Živadinović Grgur com el jove Stojan
- Donde Mišina com a Miroslav
- Irena Ristic com Elica
- Kamka Toćinovski com a Joana
- Viktorija Jakovljević de petita
- Marija Opsenica com a Ur-Witch
- Miloš Pantić com a Dušan
- Teodor Vinčić com a Vladimir
- Nikola Ristanovski com a Milà
- Veselina Mihajlović com a llevadora
- Dorje Kocić com a llenyataire

## Producció
El desembre de 2020, es va anunciar que Noomi Rapace, Anamaria Marinca, Alice Englert, Carloto Cotta, Félix Maritaud i Sara Klimoska s'havien unit al repartiment de la pel·lícula, amb Goran Stolevski dirigint a partir d'un guió que va escriure, amb  Focus Features com a distribuidor. La fotografia principal va acabar el desembre de 2020.
La pel·lícula es va rodar a Stara Planina, al poble de Pokrevenik, Sèrbia. Altres ubicacions inclouen els rius Pakleštica i Visočica, la cascada de Tupavica, així com la cova de Petnica prop de Valjevo.

## Estrena
La pel·lícula es va estrenar a la secció World Cinema Dramatic Competition del Festival de Cinema de Sundance el 22 de gener de 2022. També està seleccionat a la secció Bucheon Choice Features al 26è Festival Internacional de Cinema Fantàstic de Bucheon i es va projectar el 10 de juliol de 2022.
Originalment estava programada per a ser llançada als Estats Units el 28 de gener de 2022, però es va endarrerir a l'1 d'abril de 2022. Es va estrenar al servei de streaming nord-americà Peacock el maig de 2022, on va ser distribuït a Austràlia per Madman Films.

## Recepció

### Taquilla
Als Estats Units i al Canadà, la pel·lícula va guanyar 124.750 dòlars en 147 sales de cinema durant el seu cap de setmana d'estrena. Va afegir 49.750 dòlars (una caiguda del 60%) en el seu segon cap de setmana.

### Resposta crítica
La pel·lícula va rebre l'aclamació de la crítica. Al lloc web de l'agregador de ressenyes Rotten Tomatoes, el 93% de les crítiques de 139 crítiques són positives, amb una valoració mitjana de 7,70/10. El consens del lloc web diu: "Tot i que a alguns pot semblar massa artístic per al seu propi bé, You Won't Be Alone dóna una visió nova i reflexiva als tropes de terror familiars". A Metacritic, la pel·lícula té una puntuació de 82 sobre 100 basada en ressenyes de 32 crítics, que indica "crítiques generalment favorables".

### Premis i nominacions
La pel·lícula va ser seleccionada i presentada com a entrada oficial d'Austràlia per a la categoria Millor pel·lícula internacional als Premis Oscar de 2022, tot i que finalment no va ser nominat per al premi.
| Any  | Premi                                                      | Categoria                                           | Receptor           | Resultat  | Ref.   |
| ---- | ---------------------------------------------------------- | --------------------------------------------------- | ------------------ | --------- | ------ |
| 2022 | 26è Festival Internacional de Cinema Fantàstic de Bucheon  | El millor de Bucheon                                | You Won't Be Alone | Guanyador | [ 12 ] |
| 2022 | LV Festival Internacional de Cinema Fantàstic de Catalunya | Premi Carnet Jove al millor llargmetratge fantàstic | You Won't Be Alone | Guanyador | [ 13 ] |